# Bill Millin
Pour les articles homonymes, voir Millin.

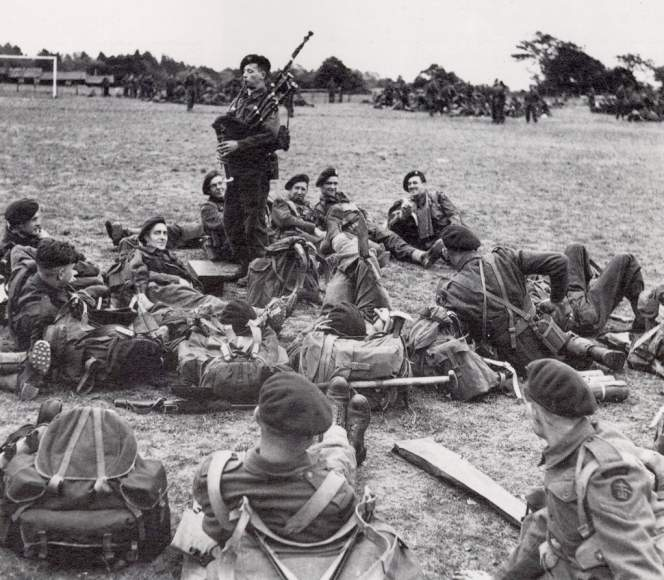
Bill Millin jouant au milieu de soldats, 1944

Bill Millin, connu sous le surnom de « Piper Bill », né le 14 juillet 1922 à Regina en Saskatchewan (Canada) et mort le 17 août 2010 à Torquay, est un soldat britannique. Il était le joueur de cornemuse personnel de Lord Lovat, commandant de la 1re Brigade spéciale britannique le Jour J, lors du débarquement de Normandie.

## Biographie
Millin, fils d'un Écossais devenu policier à son retour à Glasgow, est connu pour être l'un des  joueurs de cornemuse de l'armée britannique à jouer durant la Seconde Guerre mondiale. Les joueurs de cornemuse, les pipers, menaient traditionnellement les troupes écossaises durant les batailles. Cependant, le taux de tués parmi ces derniers fut si élevé durant la Première Guerre mondiale que cette pratique sera interdite durant les combats par le haut commandement britannique. Lord Lovat, cependant, ignora ces ordres, et Bill Millin, âgé alors de 21 ans, joua Highland Laddie et The Road to the Isles (en) au milieu de ses camarades qui tombaient lors du débarquement à Colleville-Montgomery (secteur Sword Beach) le 6 juin 1944.
La mission des troupes de Lord Lovat après leur débarquement à Sword Beach était de rejoindre au plus vite Pegasus Bridge, nom de code du pont situé sur le canal de Caen à la mer entre Bénouville et Ranville, pour renforcer les troupes aéroportées britanniques qui l'avaient pris pendant la nuit (Opération Deadstick). La légende veut que les commandos anglais qui tenaient le pont entendirent la cornemuse de Millin jouer « Blue bonnets over the border » avant de voir les renforts arriver. Comme les soldats allemands l'attestèrent plus tard, ils ne le visèrent pas, le pensant fou.
Bill Millin, comme beaucoup de vétérans, revenait régulièrement sur le pont pour les commémorations du D-Day. Affaibli par une attaque cardiaque en 2003, il ne se déplaçait plus qu'en fauteuil roulant avec le bras droit paralysé et fut absent pendant plusieurs années lors des cérémonies de commémorations du 6 juin en France. Il fut néanmoins présent à celles de 2009 et 2010 (son dernier voyage en France), à Colleville-Montgomery ,.
Il meurt le 17 août 2010 à l'âge de 88 ans au Torbay Hospital de Torquay dans le Devon.

## Hommages, postérité
Bill Millin a été rendu célèbre par le film Le Jour le plus long (1962), où son rôle est alors tenu par le Pipe major Leslie de Laspee, joueur de cornemuse officiel de la Reine mère, et où on le voit traverser le pont jouant The Black Bear sous les tirs ennemis.
L'association D-Day Piper Bill Millin a pour vocation d'ériger un mémorial à Colleville-Montgomery à l'endroit où il débarqua, le figurant tel qu'il était vêtu et jouant de sa cornemuse, en hommage, selon sa volonté, à tous ceux qui ont combattu en Normandie. La statue réalisée par Gaëtan Ader est inaugurée à Colleville-Montgomery le 8 juin 2013.